# Cotu Grosului
Cotu Grosului – wieś w Rumunii, w okręgu Bacău, w gminie Filipești. W 2011 roku liczyła 39 mieszkańców.